# Skärsjön (Kyrkhults socken, Blekinge)
Skärsjön är en sjö i Olofströms kommun i Blekinge och ingår i Skräbeåns huvudavrinningsområde. Sjön har en area på 0,0659 kvadratkilometer och ligger 125,2 meter över havet.

## Delavrinningsområde
Skärsjön ingår i det delavrinningsområde (624523-141978) som SMHI kallar för Mynnar i Vilshultsån. Medelhöjden är 135 meter över havet och ytan är 23,89 kvadratkilometer. Det finns inga avrinningsområden uppströms utan avrinningsområdet är högsta punkten. Ulvsbäck som avvattnar avrinningsområdet har biflödesordning 3, vilket innebär att vattnet flödar genom totalt 3 vattendrag innan det når havet efter 40 kilometer. Avrinningsområdet består mestadels av skog (92 %). Avrinningsområdet har 0,16 kvadratkilometer vattenytor vilket ger det en sjöprocent på 0,6 %.